# Hanjörg Just
Hanjörg Just (* 14. November 1933 in Stapelburg) ist ein deutscher Mediziner. Er war von 1978 bis 1999 Ärztlicher Direktor der Medizinischen Klinik III (Angiologie und Kardiologie) der Universität Freiburg.

## Werdegang
Just studierte Medizin an den Universitäten Göttingen, Köln, Bern und Freiburg. In Freiburg promovierte er 1961 und ließ sich in der Folge an der Georgetown University Washington, dem National Institute of Health (Bethesda) und der Medizinischen Universitätsklinik Mainz zum Facharzt für Innere Medizin und Kardiologie ausbilden. 1970 habilitierte er sich für das Fach Innere Medizin. 1973 folgte er einem Ruf als außerordentlicher Professor an die Universität Freiburg und übernahm daselbst 1978 den Lehrstuhl für Innere Medizin (Schwerpunkt Kardiologie und Angiologie). Als Ärztlicher Direktor leitete er die Abteilung III der Medizinischen Universitätsklinik bis zu seiner Emeritierung im Jahr 1999.
Die Schwerpunkte seiner Arbeit lagen bei der Aufklärung der endothelialen Dysfunktion des Herzens sowie der Entwicklung der Angiokardiografie. Diese Verfahren sind auch heute noch Grundlage der Diagnostik und Therapie. Auf seine Initiative gehen die Gründung des Herz-Kreislauf-Zentrums sowie des Zentrums für Geriatrie und Gerontologie an der Universitätsklinik Freiburg zurück.
1996 gründete er als Nachfolgekommission der seit 1981 bestehenden „Kommission zur freiwilligen Selbstkontrolle bei Versuchen am Menschen“ an der Universität Freiburg die öffentlich-rechtliche Ethikkommission, die Wissenschaftler bei Forschungsprojekten am Menschen zu beraten hat. Just hatte von 1996 bis 2009 deren Vorsitz inne.
Er ist Verfasser und Herausgeber zahlreicher wissenschaftlicher Publikationen und Bücher, Mitglied in vielen medizinischen Fachgesellschaften sowie Träger zahlreicher nationaler und internationaler Auszeichnungen.

## Ehrungen
Mitgliedschaften
- 1976: Fellow des Royal College of Physicians at Edinburgh
- 1994: Korrespondierendes Mitglied der Societé Française de Cardiologie
- 1995: Fellow der European Society of Cardiology
- Fellow der American Heart Association
- Fellow der International Academy of Cardiovascular Sciences

Auszeichnungen
- 1997: Ehrendoktor der Universität Alexandru Ioan Cuza Iași
- 16. Juli 2009: Verdienstkreuz 1. Klasse der Bundesrepublik Deutschland
für seine Verdienste um die Hochschulmedizin in Freiburg und darüber hinaus